# باشگاه فوتبال آلمریا
باشگاه فوتبال آلمریا (به اسپانیایی: UD Almería) باشگاه فوتبال اسپانیایی است که در شهر آلمریا قرار دارد و هم‌اکنون در لالیگا اسپانیا بازی می‌کند.
این باشگاه در سال ۱۹۸۹ تأسیس شده‌است.